# The Links at Divi Aruba
The Links at Divi Aruba is een golfbaan op Aruba. Zij maakt deel uit van de Divi Village Golf & Beach Resort.
The Links at Divi Aruba is opgericht in 2004 en de baan werd op 31 oktober van dat jaar geopend. Er is een 9 holes golfbaan met een par van 36. In het midden van het complex is een lagune met een eiland waarop vakantiewoningen staan. De negende hole heeft een eilandgreen. Er zijn weinig bunkers, maar veel water.